# Tyr

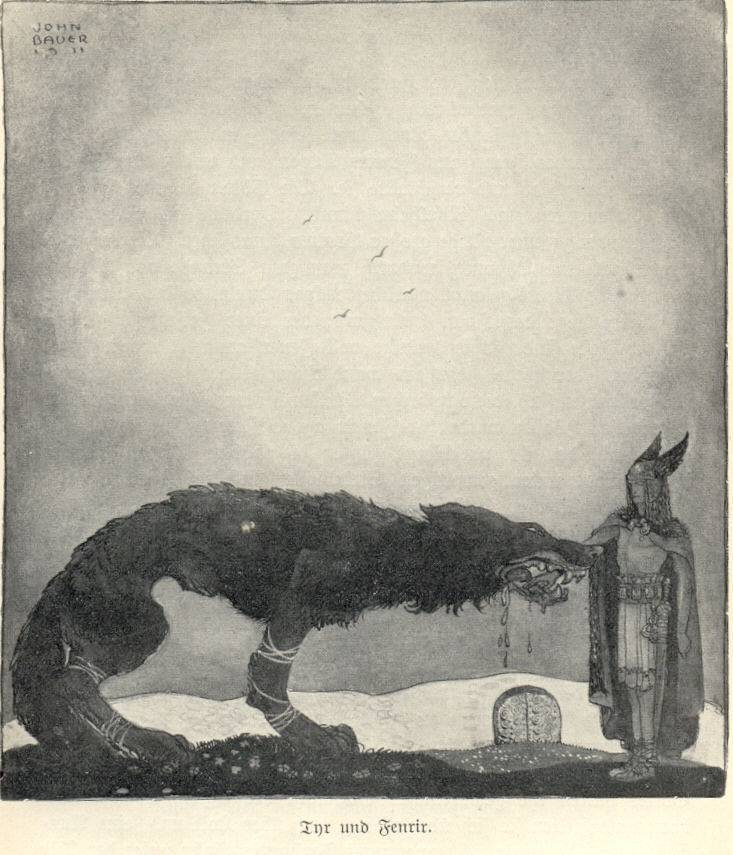
Tyr colocando su mano en las fauces de Fenrir, por John Bauer.

Tyr (en nórdico antiguo: Týr) es el dios de la guerra y el orden en la mitología nórdica, descrito como el 'Æsir de una mano'. Según la Edda mayor es hijo del gigante Hymir y de Hrod. En su Edda menor Snorri Sturluson lo describe como hijo de Odín y de Frigg. Los nombres correspondientes en idiomas germánicos incluyen Tyz (en gótico), Ty (en noruego antiguo), Ti (en sueco antiguo), Tiw, Tiu o Tew (en inglés antiguo) y Ziu (en alto alemán antiguo).

## Orígenes
El nombre Tyr significa ‘dios’ (o Hangatyr, el ‘dios colgado’, como uno de los nombres de Odín) y proviene del idioma protogermánico Tîwaz, que es la continuación del idioma protoindoeuropeo Dieus, el cual también fue el precursor de Zeus en la mitología griega, de Júpiter (evolución de Diu Piter) en la mitología romana, de Dievas en la mitología báltica y de Diaus Pitar (un dios desaparecido), en la extinta religión védica de la India. El testimonio más antiguo de la fuente de este dios es el Tyz godo (Viena Cod. 140).

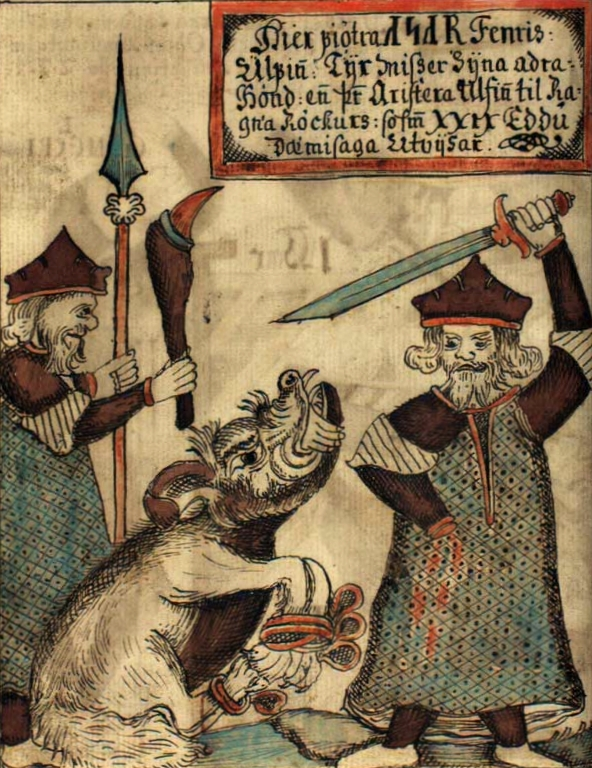
Manuscrito islandés del que representa la escena en que Tyr pierde su mano en las fauces de Fenrir.

En cierto punto, Tîwaz fue sobrepasado en renombre y en autoridad por Odín en las tradiciones germánicas del norte y del oeste. Sin embargo, entre las tribus germánicas del este, él parece haber seguido siendo el dios supremo: los godos del siglo III eran temidos porque sacrificaban a los cautivos que tomaban en batalla, en honor de Tyz, su dios de la guerra, y después colgaban los brazos de las víctimas en árboles como símbolos de ofrecimiento. Esta costumbre de sacrificio humano parece haber sido transferida a Odín en Escandinavia, según lo divulgado por Adán de Bremen en siglo XI (también Odín mismo cuelga de un árbol en el Hávamál como sacrificio a sí mismo).
Es posible que la transferencia de la supremacía de Tyr a Odín fuese facilitada por la costumbre germánica de la diarquía (véase Hengest y Horsa, Yngvi y Alf y Alrek y Eirík), de modo que los dos dioses pudieron haber gobernado el panteón germánico primitivo como seres iguales en cierto punto. Un rastro de su relación se puede considerar en el aspecto de Tyr como hijo de Odín en la mitología nórdica, y también en la anglosajona, si Tiw es identificado con Saxnot (Seaxneat), el 'dios de la guerra' e hijo de Woden, que fue venerado como antepasado de los sajones.
Hay evidencia incompleta de un consorte en la Zisa alemana: Tacitus menciona una tribu germánica que adoraba a "Isis", y Jacob Grimm señaló a Cisa/Zisa, la patrona de Augsburg, en esta conexión. El nombre Zisa sería derivado de Ziu etimológicamente, en acuerdo con otras consortes al dios principal en los panteones indoeuropeos, por ejemplo: Zeus y Dione. Jacob Grimm también emparienta a Ziu con Irminur, como divinidad del cielo.

## Tyr en el Edda
Según el Edda, en cierta etapa los dioses decidieron encadenar al lobo Fenrisulfr (Fenrir), pero la bestia rompía cada cadena que le colocaban. Finalmente hicieron que los enanos les fabricaran una cinta mágica llamada Gleipnir, de materiales tales como las barbas de una mujer y las raíces de una montaña. Pero Fenrir presintió el engaño de los dioses y rechazó permanecer amarrado con esta cinta a menos que uno de ellos pusiera su mano en la boca del lobo, en señal de buena fe. Tyr, conocido por su gran valor, accedió, y los otros dioses amarraron al lobo. Fenrir sintió que lo habían engañado y mordió la mano del dios. Fenrir seguirá encadenado hasta el día de Ragnarök. Durante el cual, Tyr matará y será asesinado por Garm, el perro guardián de Helheim. Tyr era un dios extrañamente zurdo, si se tiene en cuenta que en ese tiempo aquello estaba asociado con la mala fortuna.[cita requerida]

## Otros rastros de su origen
Tyr/Tiw era relativamente poco importante comparado con Odín/Woden en los pueblos germánicos del norte y del oeste. Sin embargo, siguen existiendo rastros del dios, en tuesday ―‘martes’ en inglés― (‘día de Tiw’), nombrado en honor a Tyr en los idiomas germánicos del norte y del oeste (que corresponden en español a Martis dies -martes, día de marte-, dedicado al dios romano de la guerra, Marte) y también en los nombres de algunas plantas, por ejemplo: del Nórdico antiguo las palabras týsfiola (Viola martii en latín), Týrhialm (Acónitum, una de las plantas más venenosas en Europa cuya forma de casco sugiere una conexión guerrera) y Týviðr, ‘madera de Tý's’, en el dialecto tistbast de Helsingor, en sueco moderno tibast (que es el Daphne mezereum, un arbusto que florece antes de que aparezcan las hojas en primavera). También el bosque sueco Tiveden puede haber sido nombrado en honor a Tyr, o reflejando a Tyr como una palabra genérica para ‘dios’ (es decir, ‘el bosque de los dioses’).

## La runa de Tyr

Runa de Tyr.

La runa ᛏ de Tyr es nombrada por Tyr, y es identificada con este dios. La runa también fue identificada con Marte en el poema rúnico feroés:
ᛏ Týr er einhendr áss
ok ulfs leifar
ok hofa hilmir.
Mars tiggi.
(ᛏ Tyr es un dios manco,
y la despedida del lobo
y el príncipe de los templos.
Un rey como Marte).
Sin embargo, en el poema anglosajón, la misma runa está identificada con la estrella Polaris (soneto de Shakespeare 116):
ᛏ Tir biþ tacna sum, healdeð trywa wel
wiþ æþelingas; a biþ on færylde
ofer nihta genipu, næfre swiceþ.
ᛏ Tir is a star, it keeps faith well
with athlings, always on its course
over the mists of night it never fails.
(ᛏ Tir es una estrella, guarda bien la fe
con los athlingas, siempre en su camino
sobre las neblinas de la noche nunca fracasa.).